# بابی پسر بد
«بابی پسر بد» (انگلیسی: Bad Boy Bubby) فیلمی در ژانر کمدی و جنایی به کارگردانی رالف ده هیر است که در سال ۱۹۹۴ منتشر شد. بابی پسر بد یک فیلم متفاوت در ژانر جنایی - روانی است.

## خلاصه داستان
بابی پسری است که از کودکی در یک اتاق با مادر خود بزرگ شده و هیچگاه بیرون آن اتاق را ندیده‌است. بعد از ۳۵ سال پدر بابی بازمی‌گردد و بعد از پاره ای اتفاقات بابی از اتاق خود خارج می‌شود و به دنیایی پا می‌گذارد که در ان فقط می‌تواند صدای دیگران را تقلید کند…